# Poste-de-la-Baleine
Poste-de-la-Baleine est un ancien nom du village à l'embouchure de la Grande rivière de la Baleine au Nunavik, Québec. Depuis 1980, il existe deux villages jumelés à cet emplacement: le village nordique de Kuujjuarapik, avec une population majoritairement inuite, et le village cri de Whapmagoostui.